# Rebild Bakker

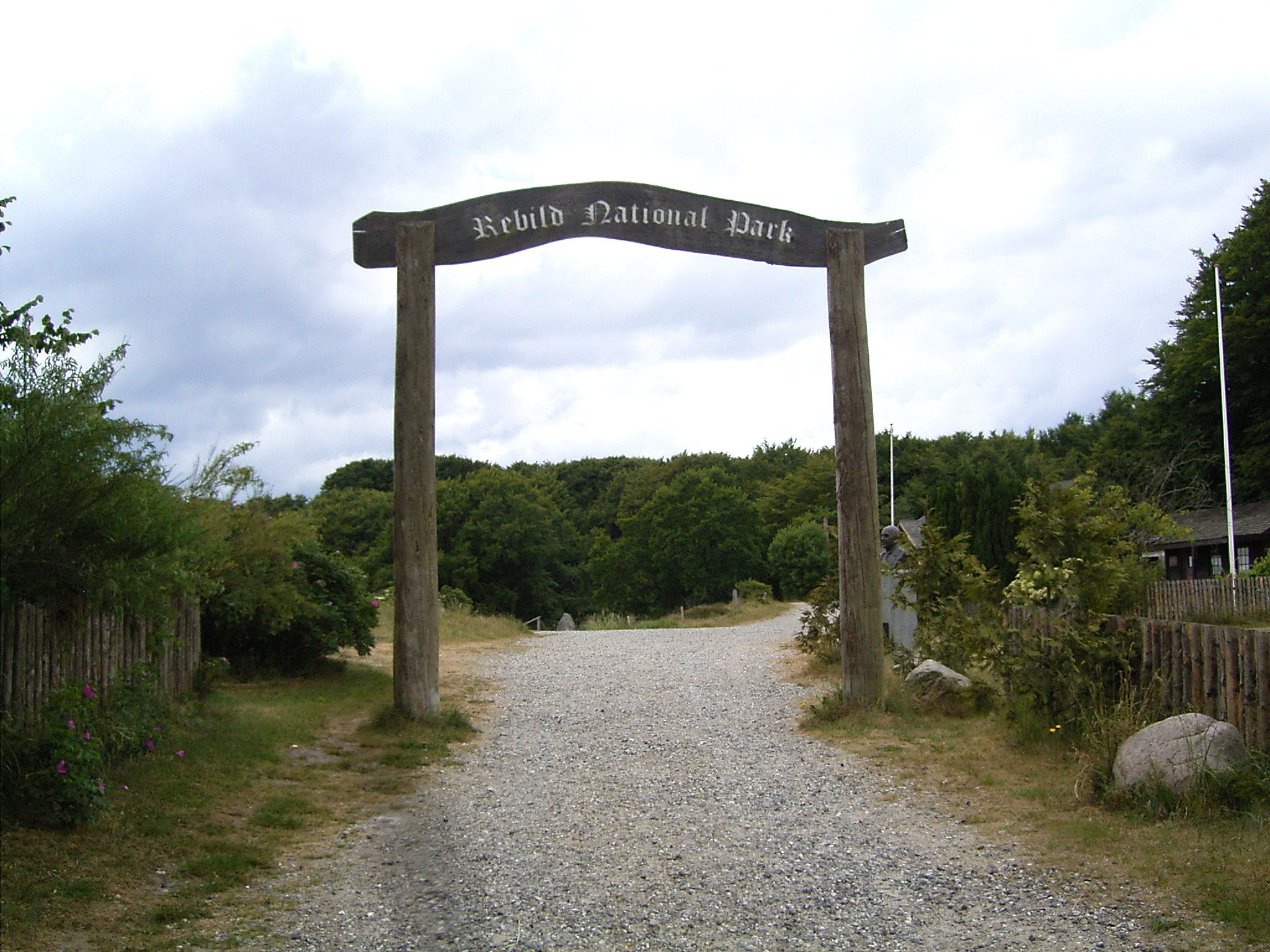
Eingang zum Park

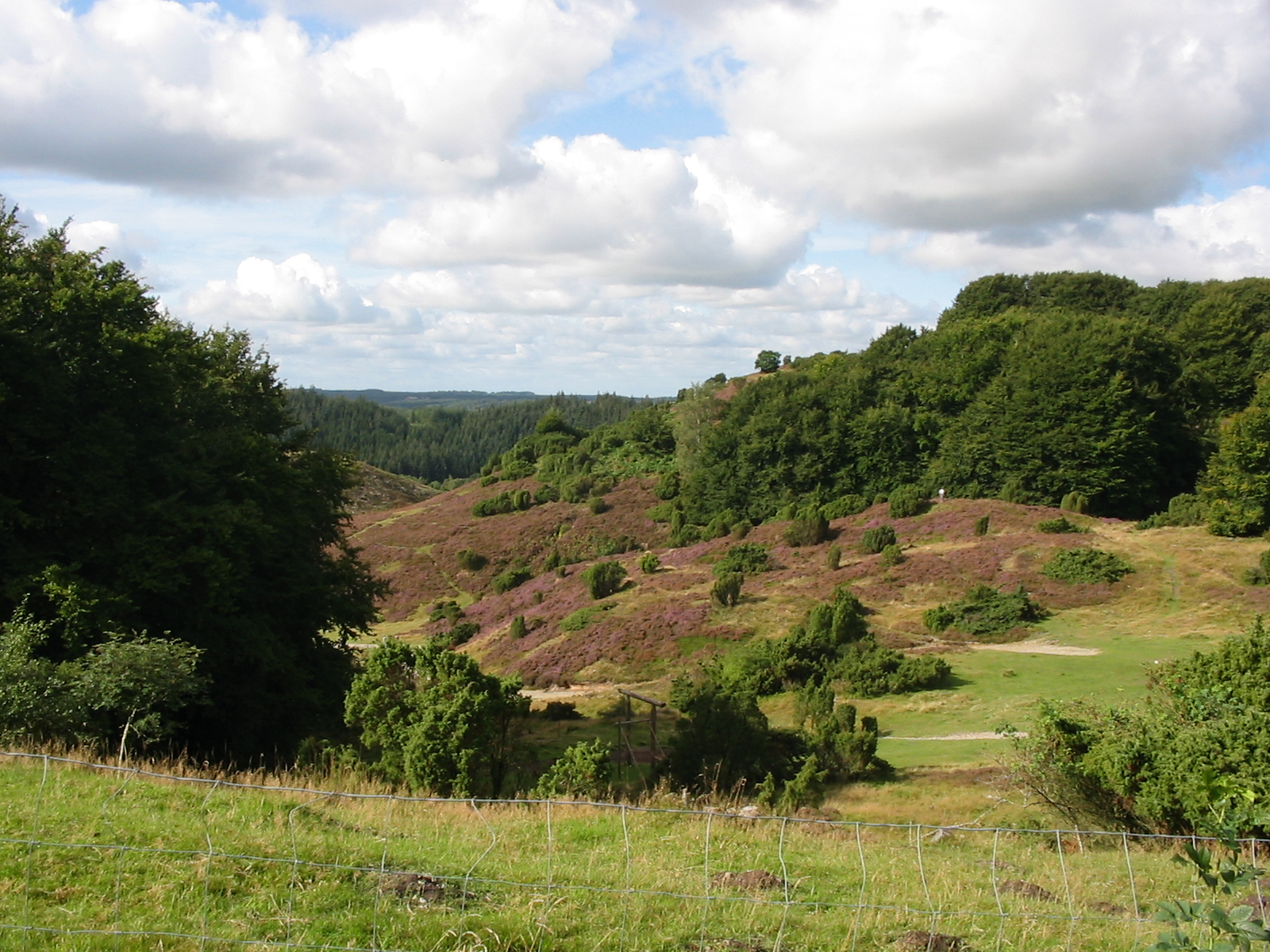
Die Hügellandschaft

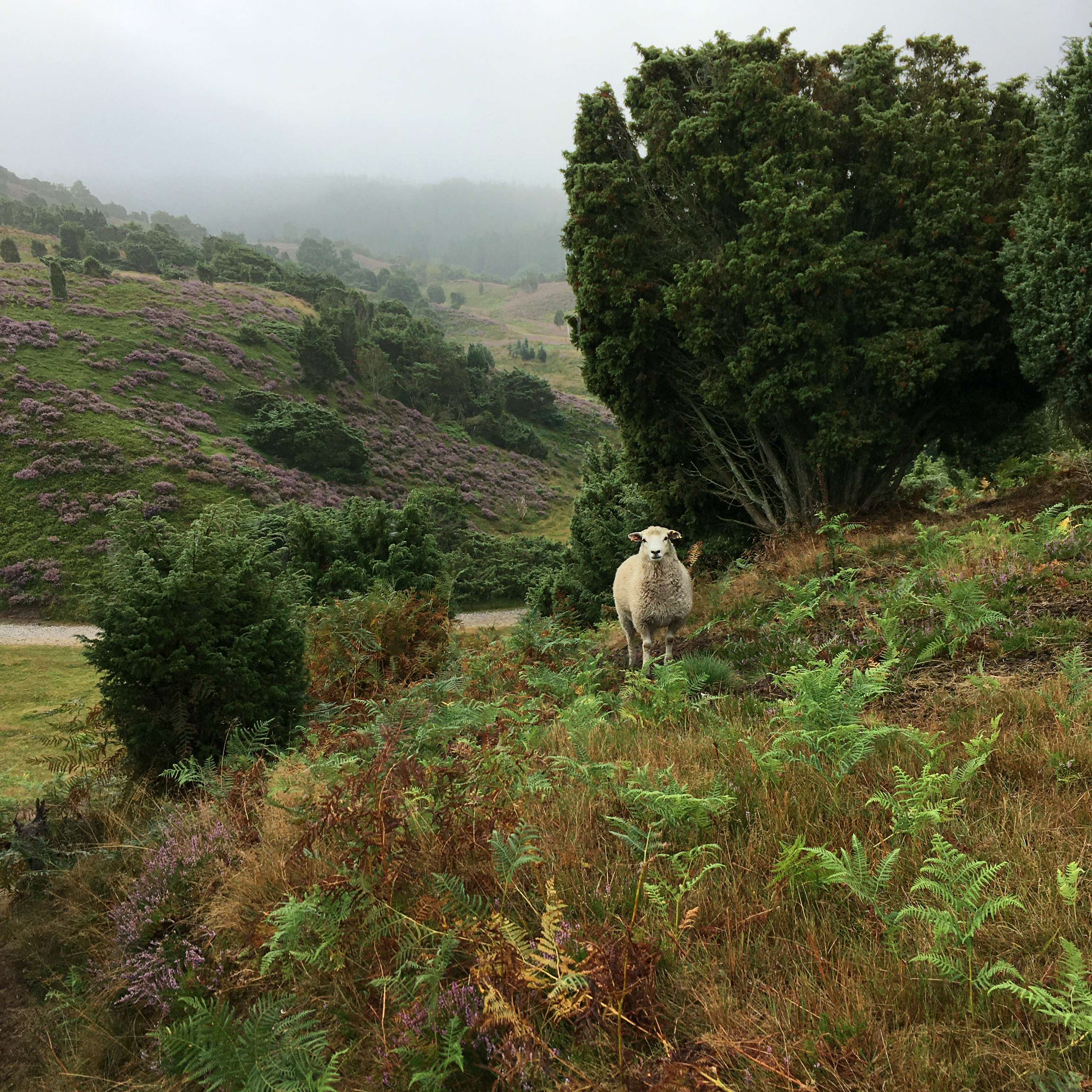
Frei grasende Schafe halten die Vegetation kurz.

Rebild Bakker ist ein Naturschutzgebiet in der Kommune Rebild, Region Nordjylland, Dänemark. Das Gelände wurde durch eiszeitliches Schmelzwasser und spätere Erosion stark zerfurcht, so dass sich Höhenunterschiede von bis zu 60 Metern ergeben. Heideflächen wechseln sich mit kleinen Laubwäldchen ab.
An den Flanken des Plateaus treten mehrere Quellen aus, die sich in das Flüsschen Lindenborg Å ergießen. Sie haben Trinkwasserqualität.

## Geschichte
Der Park wurde von Max Henius gegründet. Der Däne war 1881 nach Chicago ausgewandert. 1911 ließ er ein Areal von rund 77 Hektar ankaufen. 1912 übergab er es an den dänischen Staat mit dem Wunsch, den dänischen Auswanderern in den USA ein ehrendes Andenken zu bewahren. Obwohl sich Rebild Bakker National Park nennt, ist es kein Nationalpark im Sinne des dänischen Naturschutzes.
Der amerikanische Nationalfeiertag am 4. Juli wird jedes Jahr mit einem Dänisch-Amerikanischen Freundschaftsfest gefeiert. Das erste dieser „Rebild-Feste“ fand 1912 in Anwesenheit des dänischen Königs Christian X. statt. Organisiert wird es von der „Rebild National Park Society Inc.“

## Bestimmungen
Der Park wurde der Öffentlichkeit übergeben unter drei Voraussetzungen:
1. Das Gebiet muss in einem naturnahen Zustand bleiben.
2. Das Gebiet muss frei zugänglich sein.
3. Dänischstämmige US-Amerikaner und Dänen mit amerikanischen Wurzeln dürfen Feiertage auf dem Gelände begehen.

## Besonderheiten
Eine Bronzestatue von Abraham Lincoln steht im Park. Der Film „Rebildfest“ aus dem Jahre 1990 mit Richard Chamberlain handelt von dem Fest.